# بلدرچین کوهستان
بلدرچین کوهستان (نام علمی: Oreortyx pictus) نام یک گونه از تیره بلدرچین بر جدید است.